# Трамвай в Осинниках
Трамвай в Осинниках — діюча трамвайна мережа у місті Осинники, Росія. Введена в експлуатацію 1 листопада 1960.

## Історія
- 1960 — Перша трамвайна лінія шахта «Осинниковська — Вокзал»
- 1962 — лінія «Леніна — Стадіон»
- 1976—1978 — переведення більшої частини системи з одноколійного на двоколійний рух
- 1991 — нова трамвайна лінія «Південна — Соцмісто» із закриттям паралельної гілки «Південна — Стадіон»[1]
- 2010 — закриття трамвайної лінії «РМЗ-Осинниковська», скасування маршруту № 2

## Маршрути на початок 2010-х
- 3: Вокзал — Південна
- 4: РМЗ — Південна (в години пік)

## Рухомий склад на початок 2010-х
| Тип        | Штук |
| ---------- | ---- |
| RWZ-6      | 4    |
| LM-93      | 6    |
| LM-99K     | 3    |
| AKSM-60102 | 2    |
| LM-99AVN   | 1    |

## Ресурси Інтернету
- Die Straßenbahn Ossiniki auf transphoto.ru (russisch)
- Seite zur Geschichte der Straßenbahn Ossinniki (russisch)
- Bilder zur Straßenbahn Ossinniki (russisch)